# FC Bayern München (baseball)
Az FC Bayern München sportegyesületének a baseball szakosztálya 1962-ben alakult meg, és 1973-ban már meg is szűnt.

## Történelem
A baseball csapat megalapításának évében már megnyerte a német bajnokságot a döntőben a TB Germania Mannheim csapatát 10:6-ra legyőzve. 1963-ban a döntőt viszont elveszítették a TB Germania Mannheim csapata ellen. 1966-ban ismét második helyezett lett a csapat a bajnokságban. 1969-ben a csapat megnyerte a második német bajnoki címét. 1970-ben a csapat második helyezett lett. Az baseball osztály az 1970-es években megszűnt.

## Eredmények
- Német bajnokság
  - Bajnok (2): 1962, 1969
  - Második (3): 1963, 1966, 1970